# Género
Género (português europeu) ou gênero (português brasileiro) é qualquer forma ou tipo de comunicação em qualquer modo (escrito, falado, digital, artístico, etc.) com convenções socialmente acordadas desenvolvidas ao longo do tempo. É um conceito generalista de classificação ou categorização que agrega todas as particularidades e características que um grupo, classe, seres, objetos e abstrações têm em comum, mas que não se prende a uma definição necessariamente essencialista ou reducionista.
Exemplo:

Símbolo de gênero feminino e masculino

1. grupo de seres com as mesmas características
2. (arte e literatura) estilo; maneira de escrever, de trabalhar, de fazer
3. (biologia) unidade de taxonomia mais ampla que a espécie e mais restrita que a família
4. (linguística) propriedade de algumas palavras em muitas línguas, que governam a flexão das outras que concordam com elas
5. (sociologia) conjunto de características físicas, mentais e comportamentais que distinguem entre masculinidade e feminilidade

No uso popular, normalmente descreve uma categoria de literatura, música ou outras formas de arte ou entretenimento, com base em algum conjunto de critérios estilísticos. Frequentemente as obras se enquadram em vários gêneros por meio do empréstimo (particularidades comuns entre gêneros diferentes) e da recombinação dessas convenções. Textos, obras ou peças de comunicação independentes podem ter estilos individuais, mas os gêneros são combinações desses textos baseados em convenções acordadas ou socialmente inferidas. Alguns gêneros podem ter diretrizes rígidas e rigorosamente seguidas, enquanto outros podem apresentar grande flexibilidade.

### Identidade de gênero
A identidade de gênero é uma gama de características pertencentes e diferenciadas entre a masculinidade e a feminilidade. Dependendo do contexto, essas características podem incluir o sexo biológico: como o estado de ser do sexo masculino, do sexo feminino, ou uma variação intersexo (que pode complicar a atribuição do sexo). Também poderá incluir as opressões sociais baseadas no sexo, incluindo papéis sexuais e outros papéis sociais, e a identidade de gênero. Algumas culturas têm papéis de gênero específicos que podem ser considerados distintos das categorias "homem" e "mulher", como a hijra na Índia e Paquistão. Em culturas ocidentais, aqueles que não se identificam como "homens" e "mulheres" costumam ser chamados de gênero não-binário ou gênero fluido.
O sexólogo John Money introduziu a distinção terminológica entre sexo biológico e gênero como um papel social em 1955. Antes de seu trabalho, era incomum usar a palavra "gênero" para se referir a qualquer coisa, exceto categorias gramaticais. No entanto, o significado da palavra dado por Money não se generalizou até a década de 1970, quando as teorias feministas abraçaram o conceito da distinção entre o sexo biológico e a construção social de gênero[carece de fontes?]. Hoje, a distinção é rigorosamente seguida em alguns contextos, principalmente nas ciências sociais e em documentos escritos pela Organização Mundial de Saúde (OMS).
Em outros contextos, incluindo algumas áreas das ciências sociais, gênero inclui sexo ou o substitui. Por exemplo, em pesquisas com animais, gênero é geralmente utilizado para se referir ao sexo biológico dos animais. Essa mudança no significado de gênero pode ser atribuída na década de 1980. Em 1997, a Food and Drug Administration (FDA) começou a usar gênero em vez de sexo. Depois, em 2011, a FDA modificou sua posição e começou a usar sexo como classificação biológica e gênero como "autorrepresentação de uma pessoa como homem ou mulher, ou como essa pessoa é respondida por instituições sociais com base na apresentação de gênero do indivíduo."
As ciências sociais têm um ramo dedicado aos estudos de gênero. Outras ciências, como sexologia e neurociência, também são interessadas no assunto. Embora as ciências sociais às vezes abordem o gênero como uma construção social, e os estudos de gênero geralmente abordam dessa forma, a pesquisa nas ciências naturais investigam se diferenças biológicas em homens e mulheres influenciam o desenvolvimento do gênero em humanos.

## Ciências humanas

### Antropologia
Na Antropologia Clássica, a distinção de gênero é recorrente no estudo da organização social e do parentesco, mas a questão não é problematizada, ficando restrita a esses dois aspectos. Para Lewis Henry Morgan, antropólogo clássico do evolucionismo, a descendência pela linha feminina só é possível em sociedades "menos avançadas", sendo a passagem da descendência para a linha paterna o que marcaria a passagem à civilização e emergência de uma nova ordem social. Na tradição estruturalista, Lévi-Strauss percebe que a troca de mulheres através do casamento representa uma forma básica de garantir a aliança entre os grupos de parentesco e constituir, assim, a sociedade. A crítica feminista pontua que, assim como Morgan e Lévi-Strauss, a maior parte dos antropólogos clássicos observou e descreveu cuidadosamente o comportamento dos homens e das mulheres nas diversas esferas de atividade, seus desempenhos no ritual e sua presença no imaginário mítico. No entanto, essa descrição etnográfica é marcada pelo etnocentrismo, inclusive na abordagem das distinções de gênero e das relações entre homens e mulheres.
No entanto, há três teóricos clássicos que são considerados pioneiros ao abordar temáticas que o feminismo passou a estudar: Bronislaw Malinowski, Gregory Bateson e Margaret Mead. Em A vida sexual dos selvagens, Malinowski abordou a questão da sexualidade, tratando-na como uma força sociológica e cultural que fundamenta o amor, o namoro, o casamento e a família, incorporando, então, ao tema as relações de gênero. Entretanto, esta concepção de gênero inclui apenas a dicotomia homem/mulher, sem abordar as relações estabelecidas entre homens e mulheres. Conceitualmente não havia distinção entre sexo e gênero, ou seja, qualquer tipo de relação entre homens e mulheres era de ordem sexual. Bateson ao descrever o naven, cerimônia do povo Iatmul, da Nova Guiné, examina a construção simbólica da feminilidade e da masculinidade deste povo: homens possuem expressões de género femininas e mulheres têm expressões de género masculinas. Essa conduta está relacionada à estrutura e ao ethos da cultura Iatmul. Mas essa considerável diferenciação na conduta de homens e mulheres e na construção simbólica seria algo "típico" das sociedades simples.
Margaret Mead, em Coming of age in Samoa, publicado em 1928, através do relato etnográfico sobre um povo diferente, faz a crítica da moralidade do povo dos Estados Unidos. Em Samoa, a passagem da infância para a adolescência era um processo suave, sem a ansiedade que essa passagem gerava nos Estados Unidos. Mead observou que "as jovens mulheres samoanas adiavam o casamento por muitos anos, enquanto desfrutavam do sexo ocasional, mas que, uma vez casadas, "assentavam" e criavam com êxito os próprios filhos". Já em Sexo e Temperamento, etnografia de 1935, Mead aborda o comportamento como uma variável que não pode ser analisada sem levar a cultura em consideração, e que também não é algo determinado por aspectos fisiológicos ligados ao sexo. A etnografia foi feita junto a três tribos da Nova Guiné: os Arapesh das montanhas, os Mundugumor habitantes do rio, e os Tchambuli habitantes do lago. Essas tribos possuíam culturas relativamente simples e homogênea, que enfatizavam certos comportamentos/temperamentos, enquanto outros eram desaprovados e até mesmo punidos. Mead procurou mostrar, através do contraste com outras culturas, como cada um de nós pertence a um sexo e tem um temperamento que é compartilhado com outros de nosso sexo e do sexo oposto. Os temperamentos que reputamos naturais em um sexo são meras variações do temperamento humano às quais os membros de um ou ambos os sexos podem ser, com maior ou menor sucesso, aproximados através da educação.

### Filosofia
O livro O segundo sexo, de Simone de Beauvoir, em 1949 abriu, através da Filosofia e Literatura, um debate político mais aprofundado, ao contestar o determinismo biológico e/ou desígnio divino, retomando a perspectiva hegeliana de que ser é tornar-se, resultando na ideia de que não se nasce mulher, mas se torna mulher. Ao distinguir o componente social do sexo feminino do seu aspecto biológico, Lucila Scavone destaca que "essa constatação lançou a primeira semente para os estudos de gênero, já que ela distingue o componente social do sexo feminino de seu aspecto biológico, ainda sem conceituar ‘gênero’".

### Psicologia
Ao psicólogo e sexologista John Money é creditada a expressão papel de gênero (gender role em inglês) em 1955. "A expressão papel de gênero é usada para significar tudo o que a pessoa diz ou faz para evidenciar a si mesma como garoto ou homem, como garota ou mulher, respectivamente. Isso inclui, mas não é restrito a, sexualidade, no senso de erotismo". Elementos de tais papéis incluem vestimenta, modo de falar, gestos, profissão e outros fatores que não são limitados pelo sexo biológico. Por se presumir que os aspectos sociais de gênero são normalmente os aspectos de interesse na sociologia e disciplinas relacionadas, papel de gênero é normalmente abreviado por gênero. sem que haja ambiguidade neste contexto.
A diferença conceitual entre sexo e gênero foi estabelecida pelo psicólogo norte-americano Robert Stoller em 1968: sexo refere-se aos aspectos anatômicos, morfológicos e fisiológicos (genitália, gônadas, cromossomos sexuais, hormônios) da espécie humana. Stoller estudou casos de meninos e meninas intersexo ou que possuíam "genitais escondidos" e que foram educados de acordo com um gênero que não correspondia ao seu sexo biológico. Esses meninos e meninas, mesmo depois de saberem que suas genitálias externas eram atípicas ou sofreram alguma mutilação acidental, empenhavam-se em manter os padrões de comportamento de acordo com os quais haviam sido educados, o que levou Stoller à conclusão de que seria "mais fácil mudar o sexo biológico do que o gênero de uma pessoa".
Muitas sociedades reconhecem apenas dois papéis de gênero — masculino ou feminino — e estes correspondem ao sexo biológico. Entretanto, algumas sociedades explicitamente incorporam pessoas que adotam o papel de gênero oposto ao típico do sexo biológico, por exemplo em algumas sociedades indígenas norte-americanas. Outras sociedades incluem papéis bem desenvolvidos que são explicitamente considerados distintos dos arquétipos masculinos e femininos. Na linguagem da sociologia de gênero há a inclusão de um terceiro gênero, um tanto distinto do sexo biológico (algumas vezes a base para os papéis de gênero incluem a intersexuação ou incorpora eunucos). Um exemplo é o papel de gênero adotado pelas Hijras da Índia e Paquistão. O povo Bugis de Celebes, Indonésia possui uma tradição de incorporar todas as características acima. Joan Roughgarden, uma bióloga estadunidense, argumenta que em algumas espécies animais não-humanas, ocorre a existência de mais de dois sexos, de forma que pode haver múltiplas formas de comportamento disponíveis para organismos de um determinado sexo biológico.
Considerando as dinâmicas sociais como as apresentadas acima debate-se quais das diferenças entre gêneros masculinos e femininos são aprendidas socialmente, ou refletidas biologicamente. Construcionistas sociais argumentam que os papéis de gênero são inteiramente arbitrários, e que a biologia não interfere nos comportamentos sociais.

### Sociologia
Na Sociologia clássica, a questão de gênero não foi desenvolvida, já que era considerada uma questão micro, cujas explicações não eram totalizantes. Houve algumas tentativas de estudo sobre as relações entre mulheres e homens e sobre a participação das mulheres, como as pesquisas de Madeleine Guilbert sobre o trabalho das mulheres, em 1946. A partir da década de 1960, através da influência dos estudos feministas, o gênero passa a ser uma das variáveis para a análise sociológica. Lucila Scavone ressalta que os estudos feministas ou estudos de gênero, por sua relativa autonomia histórica, teórica e política, ainda causam certo preconceito a cientistas sociais em geral, "que consideram-no de menor importância diante de questões sociológicas e políticas abrangentes". A dicotomia indivíduo X sociedade, característica da Sociologia clássica, foi desconstruída por sociólogos contemporâneos, como Norbert Elias, Pierre Bourdieu, Anthony Giddens, Bruno Latour que também buscaram soluções para apreender sociologicamente a realidade social no duplo movimento sartreano ("interiorização da exteriorização e da exteriorização da interiorização”), abrindo então caminho ao estudo da diferenciação social, processo que torna possível a desconstrução de outras dicotomias clássicas como: "particular x universal; sujeito x objeto; natureza x cultura; mente x corpo; razão x emoção e dá lugar nas Ciências Sociais a abordagens não totalizantes e a um longo processo de transição de paradigmas".
Os objetos de investigação sociológica são, em grande medida, definidos por urgências sociais: "Questões sociais e problemas sociológicos caminham juntos. Assim, os problemas relacionados ao trabalho, à saúde, à política, à educação, à família, à religião, à violência, às ciências, à cultura, à identidade, ao corpo, às tecnologias produtivas e reprodutivas, e à sexualidade passaram a ser tratados com o ‘olhar de gênero’. E foi esse olhar que deu visibilidade às relações de dominação e poder que dividem o mundo social em gêneros e que questionaram uma ordem sexual tida como natural".
Giddens destaca que as diferenças sociais entre homens e mulheres despertam o interesse sociológico porque estão intimamente relacionadas às desigualdades e às relações de poder em uma sociedade. Na Sociologia há três formas de interpretação das desigualdades e diferenças entre os gêneros que são mais abrangentes. A primeira delas é composta por autores que sustentam que as diferenças biológicas (cromossomos, hormônios, tamanho cerebral, herança genética) são determinantes das diferenças comportamentais entre homens e mulheres. Ou seja, essas diferenças são verificadas em todas as sociedades, e que, por isso, os fatores naturais são responsáveis pelas desigualdades entre os gêneros, negando, portanto, a importância dos processos de interação social na questão do comportamento humano. A segunda abordagem é guindada pela socialização de gênero que interpreta as desigualdades entre homens e mulheres como decorrente da socialização em papéis diferentes. Assim, no contato com organismos sociais (família, escola, igreja, etc.) é que as crianças aprendem a agir de acordo com as expectativas relacionadas ao seu sexo biológico, sem considerar, entretanto, que os indivíduos podem rejeitar ou modificar os papéis sociais de gênero. A terceira abordagem coloca que, assim como o gênero, o sexo também é construído socialmente, ou seja, o corpo humano e a biologia estão sujeitos às escolhas pessoais e ao agenciamento humano. De acordo com os ideais de masculinidade e feminilidade, homens e mulheres serão encorajados a cultivar uma imagem específica do corpo e um determinado conjunto gestual.
A sociologia contemporânea refere-se aos papéis de gênero masculino e feminino como masculinidades e feminilidades, respectivamente no plural ao invés do singular, enfatizando a diversidade tanto dentro das culturas como entre as mesmas.

## Feminismo e estudos de gênero
A filósofa e feminista Simone de Beauvoir aplicou o existencialismo para a experiência de vida da mulher: “Ninguém nasce mulher, torna-se”. No contexto é um testamento filosófico, entretanto é uma verdade sociológica – a maturidade em relação ao contexto social é aprendida, não instintiva – e verdade nos estudos de gênero – a feminilidade como uma aprendizagem social e cultural.
Dentro da teoria feminista a terminologia para as questões de gênero se desenvolveu por volta da década de 1970. Na edição de 1974 do livro Masculine/Feminine or Human? de Janet Sa autora usa “gênero inato” e “papéis sexuais aprendidos”, mas na edição de 1978, o uso de sexo e gênero é invertido. Na década de 1980, a maioria dos escritos feministas passaram a concordar no uso de gênero apenas para aspectos socioculturais adaptados.
Os estudos de gênero se iniciaram na década de 1960, na Europa e nos Estados Unidos, em que outros grupos sociais, como os negros e homossexuais, também se organizavam para reivindicar o direito à diferença. Nesses movimentos, embora as mulheres militassem da mesma forma que os homens, seu papel era considerado secundário, com os homens nas funções de comando dentro da militância, o que levou à problematização das questões de gênero nesse contexto. No Brasil os estudos de gênero, também chamados de relações de gênero, emergem durante a década de 1970/80, em torno da problemática da “condição feminina”. Inicialmente acreditava-se que havia um problema da mulher, que deveria ser pensado unicamente pelas mulheres, já que, durante séculos, os homens as silenciaram e reprimiram. Na década de 1980 os estudos sobre a "condição feminina" dão espaço aos estudos sobre as mulheres, já que não é possível falar de uma única condição feminina no Brasil, e no mundo: há diferenças de classe, idade, raça/etnia, orientação sexual. No entanto, permanece a referência a uma unidade biológica: todas as mulheres se reconheceriam pela morfologia do sexo feminino (seios, vagina, útero). Na década de 1990 chega ao Brasil o conceito de gênero, através das pesquisadoras feministas norte-americanas, para assinalar que as características e comportamentos que reputamos como naturais de um gênero são construções sociais e culturais e que, portanto, não podem ser interpretadas como determinados por aspectos biológicos. A partir de então, passa-se aos estudos de gênero, que buscam explicar como as diferenças entre mulheres e homens são utilizadas para justificar, e até mesmo legitimar, desigualdades. Os estudos de gênero emergem na mesma época em que eclode a chamada segunda onda do feminismo, revelando o diálogo entre o feminismo e as teorias sociais, constituindo, também, base teórica e científica para a contestação das desigualdades sociais entre mulheres e homens.
Nos estudos de gênero, o termo gênero é usado para se referir às construções sociais e culturais de masculinidades e feminilidades. Neste contexto, gênero explicitamente exclui referências para as diferenças biológicas e foca nas diferenças culturais. Isto emergiu de diferentes áreas: da sociologia nos anos 50; das teorias do psicanalista Jacques Lacan; e no trabalho de feministas como Olympe de Gouges, Jeanne Deroin, Simone de Beauvoir, Monique Wittig, Daniele Kergoat, Júlia Kristeva, Jane Flax, Carole Pateman, Nancy Fraser, Joan Scott, Gayle Rubin, Christine Delphy e Judith Butler. A distinção entre o componente social do sexo feminino e a sua base biológica é discutida na contemporaneidade. A filósofa Judith Butler analisa, de maneira crítica, a dicotomia entre sexo e gênero: para ela, os corpos sexuados podem ser base para uma variedade de gêneros e que o gênero não se limita apenas às duas possibilidades usuais. Esse desdobramento do conceito de gênero foi dado nos anos 1990, através da teoria queer, que questiona a normatividade heterossexual e ressalta o "aspecto socialmente contingente e transformável dos corpos e da sexualidade". Para Butler o gênero é uma performance que se dá em qualquer corpo, "portanto desconectado da ideia de que a cada corpo corresponderia somente um gênero". Butler percebe o corpo da mesma forma que o gênero, como um construto cultural, ressaltando o aspecto cultural/social da vinculação entre sexo e gênero. "Com a proposição de gênero como performance, Butler também vai solapar o peso metafísico da identidade (de gênero). Para ela, não há identidades que precedam o exercício das normas de gênero, é o exercício mesmo que termina por criar as normas. É a repetição das normas de gênero que promove isto, que no pensamento da desconstrução chamamos de "duplo gesto". A repetição das normas como performance se dá sempre ao mesmo tempo em que se dá a possibilidade de burlá-las, de fazê-las nem verdadeiras, nem falsas".

## Não binariedade e fluidez
Pessoas que não se identificam como homens ou mulheres, ou se identificam com identidades masculinas parte do tempo e femininas outra parte do tempo, fogem a binariedade de gênero imposta pela sociedade. Esses grupos costumam se identificar como gênero não-binário ou gênero fluido. Gênero fluido costuma ser aqueles que se identificam em momentos diferentes com identidades masculinas e outra parte do tempo com identidades femininas ou que se identificam com uma mistura de feminino e masculino. Gênero não binário é um termo geral para identidades de gênero que não são exclusivamente identidades masculinas ou femininas. Pessoas que se identificam como gênero não-binário se identificam com um terceiro genero, se identificam com mais de um gênero, nenhum gênero (agênero), ou se consideram gênero-fluído.  
No século XXI, essas identidades de gênero que fogem a binariedade vem ganhando cada vez mais espaço em âmbitos psicológicos, médicos e legais e aparecem cada vez mais em censos e pesquisas populacionais.
Pessoas intersexo, aqueles que nascem com um sexo biológico que foge a binariedade de gênero, costumam também ter identidades de gênero em conflito com a binariedade de gênero, especialmente devido a intervenções médicas tendo sido o padrão para bebês que não se encaixam nas classificações biológicas de homens ou mulheres. Por isso, é comum que esse grupo costume se identificar como gênero não-binário ou gênero fluido.  

## Transgênero
Transgénero ou transgênero se refere aqueles que se identificam com um gênero que não corresponde ao seu sexo biológico e ao gênero que lhes foi atribuído ao nascer. Essa definição pode ser bem abrangente englobando aqueles que possuem comportamentos transgênero ocasionalmente como os ‘cross-dressers’, ou também aqueles que se identificam constantemente com um gênero diferente do que lhes foi atribuído ao nascer. O termo transgênero ou suas variações são encontrados na literatura desde 1969, mas o termo só foi aparecer na literatura da forma como conhecemos hoje em 1990, quando Judith Butler usou o termo em seu livro ‘Problemas de gênero: feminismo e subversão de identidade’.
Ser transgênero independe da orientação sexual e costuma ser acompanhado de disforia de gênero, uma condição psicológica marcada por desconforto persistente com características sexuais ou marcas de gênero que remetam ao gênero atribuído ao nascer. Além de psicoterapia, tratamentos hormonais ou cirurgias de redesignação sexual costumam ser os caminhos encontrados para lidar com essa disforia de gênero.

## Cisgênero
Cisgênero se refere aqueles que se identificam com o seu sexo biológico e ao gênero que lhes foi atribuído ao nascer. Esses indivíduos não costumam ter qualquer disforia de gênero, mas não necessariamente se encaixam nos papeis de gênero que lhes foram impostos pela sociedade. O movimento feminista, por exemplo, inclui mulheres que se identificam como cisgênero, mas que lutam para redefinir as expectativas impostas as mulheres. A identificação como cisgênero, assim como com qualquer outra identidade de gênero, não é capaz de determinar a sexualidade de um indivíduo, uma vez que um indivíduo cisgênero pode se identificar como heterosexual, homosexual, bisexual ou qualquer outra sexualidade.